# 71-es busz (Budapest)
A budapesti 71-es jelzésű autóbusz Csepelen, a Belváros – Kertváros – Királyerdő – Erdőalja – Belváros útvonalon közlekedik körjárati jelleggel. A legtöbb menet végállomása Csepel, Szent Imre tér buszállomás, azonban bizonyos menetek csak a Királyerdő út megállóig/megállótól közlekednek. A viszonylatot az ArrivaBus üzemelteti. Ellentétes irányban a 152-es busz közlekedik.

## Története
1969. december 1-jén 71-es jelzéssel új járatot indítottak Csepel, Tanácsház tér (ma Szent Imre tér) és a Soroksári révátkelő között a korábbi „S” jelzésű busszal megegyező vonalon. 1970-től a Guszev kapitány utcán, a Kassai utcán és a Szebeni utcán keresztül járt, a csak hétvégén közlekedő „S” busz maradt a Széchenyi István utcában. 1978-ban meghosszabbították a Kalamár József utcáig (ma Szent István út), az „S” busz időközben megszűnt, de ennek pontos időpontja nem ismert. 1984. szeptember 1-jén útvonalát a Királyerdei útig hosszabbították. 1985. június 1-jétől legkésőbb 1990-ig 71A jelzésű betétjárat is közlekedett a Tanácsház tér és a Strandfürdő közötti szakaszán. Az 1990-es évek közepén újraindult a 71A a Szent Imre tér és a Soroksári rév között, ez a vonal a 2000-es térképeken szerepelt utoljára. 2013. május 1-én 171-es jelzésű járatot indítottak, mely a nyári hétvégéken járt a Szent Imre tér és a Soroksári rév között, a 71-es busz Katona József utcai kitérője nélkül. A 171-es busz alig egy év múlva, 2014. augusztus 31-én közlekedett utoljára, 2015-től a 71-es busz sűrűbben jár strandolásra alkalmas nyári hétvégéken.
2020. október 3-ától körjáratként közlekedik, a Horgásztanyáig eredeti útvonalán, onnan a Szent Imre térre a 152-es busz korábbi útvonalán érkezik vissza.

## Járművek
2008. augusztus 21-ig csak Ikarus 260 típusú buszok közlekedtek ezen a vonalon, de a 2008-as paraméterkönyv bevezetése után a vonalon forgalomba állt több Alfa Localo típusú busz is. 2010. szeptember 1-jétől a BKV-s 260-asokat a VT-Transman (későbbi nevén VT-Arriva, majd ArrivaBus) Ikarus 263-asai váltották fel. Jelenleg az ArrivaBus MAN Lion’s City buszai közlekednek a vonalon.

## Útvonala
| Szent Imre tér → Horgásztanya → Királyerdő út → Szent Imre tér (körforgalom) |
| Csepel, Szent Imre tér vá. – Károli Gáspár utca – Táncsics Mihály utca – Széchenyi István utca – Rákóczi tér – Kolozsvári utca – Katona József utca – Kassai utca – Szebeni utca – Késmárki utca – Határ utca – Hollandi út – Királyerdő út – Szentmiklósi út – Csepel, Királyerdő út mh. – Szentmiklósi út – Völgy utca – Erdőalja út – Szent István út – II. Rákóczi Ferenc út – Vermes Miklós utca – Kiss János altábornagy utca – Csepel, Szent Imre tér vá. |

## Megállóhelyei
Az átszállási kapcsolatok között az azonos útvonalon, de ellentétes irányban közlekedő 152-es busz nincs feltüntetve.
| 0  | Csepel, Szent Imre tér induló végállomás   |                                                                                      |
| 1  | Károli Gáspár utca                         |                                                                                      |
| 2  | Deák tér                                   |                                                                                      |
| 3  | Görgey Artúr tér                           |                                                                                      |
| 4  | Bajcsy-Zsilinszky út                       | 151                                                                                  |
| 5  | Görögkatolikus templom                     |                                                                                      |
| 6  | Katona József utca                         |                                                                                      |
| 7  | Komáromi utca                              |                                                                                      |
| 8  | József Attila utca                         |                                                                                      |
| 9  | Szebeni utca                               |                                                                                      |
| 10 | Kikötő utca                                |                                                                                      |
| 11 | Lőcsei utca                                | 151                                                                                  |
| 12 | Határ utca                                 | 151                                                                                  |
| 13 | Hollandi csárda                            |                                                                                      |
| 14 | Strandfürdő                                |                                                                                      |
| 15 | Csepel csónakház                           |                                                                                      |
| 16 | Ladik utca                                 |                                                                                      |
| 17 | Csepel, Soroksári rév                      | 148                                                                                  |
| 18 | Szent István út                            | 148                                                                                  |
| 20 | Csepel, Horgásztanya                       |                                                                                      |
| 21 | Vihorlát út                                |                                                                                      |
| 22 | Csepel, Királyerdő út vonalközi végállomás |                                                                                      |
| 22 | Csorbatói utca                             |                                                                                      |
| 23 | Uzsoki utca                                |                                                                                      |
| 23 | Orsova utca                                |                                                                                      |
| 24 | Fátra utca                                 |                                                                                      |
| 25 | Tihanyi utca                               |                                                                                      |
| 26 | Varrógép utca                              | 159                                                                                  |
| 27 | Martinász utca                             |                                                                                      |
| 28 | Kölcsey utca                               | 35, 36                                                                               |
| 30 | Sporttelep                                 | 148                                                                                  |
| 32 | II. Rákóczi Ferenc út                      | 36, 148, 159                                                                         |
| 34 | Karácsony Sándor utca H                    | 36, 38, 38A, 138, 148, 159, 179, 238, 278 672, 673, 674, 675, 676, 688, 690          |
| 36 | Szent Imre tér H                           | 35, 36, 38, 38A, 138, 148, 151, 159, 179, 238, 278 672, 673, 674, 675, 676, 688, 690 |
| 38 | Kiss János altábornagy utca                | 38, 38A, 138, 159, 179, 238, 278 688, 690                                            |
| 39 | Csepel, Szent Imre tér érkező végállomás   | 35, 36, 38, 38A, 138, 148, 151, 159, 179, 238, 278 688, 690                          |